# Xerospermophilus perotensis
Xerospermophilus perotensis е вид гризач от семейство Катерицови (Sciuridae). Видът е застрашен от изчезване.

## Разпространение и местообитание
Разпространен е в Мексико (Веракрус и Пуебла).
Обитава гористи местности, планини, възвишения и ливади в райони с тропически, умерен и субтропичен климат, при средна месечна температура около 12,8 градуса.

## Описание
На дължина достигат до 17,9 cm, а теглото им е около 140 g.
Популацията на вида е намаляваща.